# Тячівська міська територіальна громада
Тячівська міська громада — територіальна громада в Україні, в Тячівському районі Закарпатської області. Адміністративний центр — місто Тячів.
Площа громади — 91,35 км², населення — 19 554 мешканці (2020).
Утворена 21 серпня 2015 року шляхом об'єднання Тячівської міськради та Лазівської, Русько-Полівської сільрад Тячівського району.

## Населені пункти
У складі громади 5 населених пунктів — 1 місто (Тячів) і 4 села:
- Лази
- Округла
- Руське Поле
- Тячівка